# Горошко, Анна Николаевна
Анна Николаевна Горошко (1 апреля 1927, Воронежская область — 15 ноября 2000, Лабинск, Краснодарский край) — звеньевая колхоза «14-я годовщина Октябрьской революции» Ярославского района Краснодарского края. Герой Социалистического Труда.

## Биография
Родилась в 1927 году на территории современной Воронежской области. Русская.
Получив начальное образование, работала в полеводческой бригаде колхоза «14-я годовщина Октябрьской революции» Ярославского района Краснодарского края.
Позже Анна Николаевна возглавила звено по выращиванию зерновых, которое по итогам работы в 1947 году получило урожай пшеницы 31,25 центнера с гектара на площади 8 гектаров.
Указом Президиума Верховного Совета СССР от 6 мая 1948 года за получение высоких урожаев пшеницы и кукурузы в 1947 году Токаревой Анне Николаевне присвоено звание Героя Социалистического Труда с вручением ордена Ленина и золотой медали «Серп и Молот».
Позже А. Н. Горошко (в замужестве) переехала в Лабинск Краснодарского края и работала на консервном заводе.
Заслуженный работник сельского хозяйства Кубани (09.01.1996).
Награждена орденом Ленина (06.05.1948), медалями.

## Награды
- Золотая медаль «Серп и Молот» (06.05.1948);
- Орден Ленина (06.05.1948).
- Медаль «За трудовую доблесть»
- Медаль «В ознаменование 100-летия со дня рождения Владимира Ильича Ленина» (6 апреля 1970)
- и другими

## Память
- В Краснодаре установлена мемориальная доска с именами Героев Социалистического Труда Кубани и Адыгеи